# Swedish Open 1980
Lo Swedish Open 1980 è stato un torneo di tennis giocato sulla terra rossa. È stata la 33ª edizione del torneo, che fa parte della categoria del Volvo Grand Prix 1980. Il torneo si è giocato a Båstad in Svezia dal 14 al 20 luglio 1980.

## Campioni

### Singolare maschile
Balázs Taróczy ha battuto in finale  Tony Giammalva con il punteggio di 6–3 3–6 7–6

### Doppio maschile
Heinz Günthardt /  Markus Günthardt hanno battuto in finale  John Feaver /  Peter McNamara con il punteggio di 6–4, 6–4